# Kokumin Dōmei
El Kokumin Dōmei (国民同盟, Alianza Nacional de Ciudadanos) fue un partido político fascista japonés en Japón activo en la década de 1930.
En 1931, el ministro del Interior, Adachi Kenzō, habló enérgicamente en apoyo de las incursiones no autorizadas del Ejército Imperial Japonés en Manchuria y en contra de las políticas diplomáticas aplicadas por Kijūrō Shidehara, y fue expulsado de las filas del Rikken Minseitō. Junto con Nakano Seigō, Akira Kazami y otros, Adachi formó la organización política de derecha Kokumin Dōmei en diciembre de 1932.
El Kokumin Dōmei abogó por una forma de socialismo estatal o corporativismo con control gubernamental de industrias estratégicas e instituciones financieras, y la creación de una unión económica entre Japón y Manchukuo.
El nuevo partido consistía principalmente en desertores del Minseitō, y tenía una fuerza original de 32 escaños en la Dieta de Japón. En 1934, exigió una investigación sobre el incidente de Teijin en un esfuerzo por derribar el gabinete del primer ministro Saitō Makoto. Sin embargo, en 1935, muchos miembros regresaron al redil del Minseitō, y en 1936, Nakano dejó el partido para formar el Tōhōkai al año siguiente, y Kazami se unió al grupo de expertos de Fumimaro Konoe, el Shōwa Kenkyūkai. En las elecciones generales de 1937, la fuerza del partido cayó de 32 escaños a 11 escaños.
En junio de 1940, el Kokumin Dōmei se fusionó con la Asociación de Apoyo al Régimen Imperial como parte de los esfuerzos de Hideki Tōjō para crear un estado de un solo partido, y luego dejó de existir.